# Georg Hirschfeld

Georg Hirschfeld

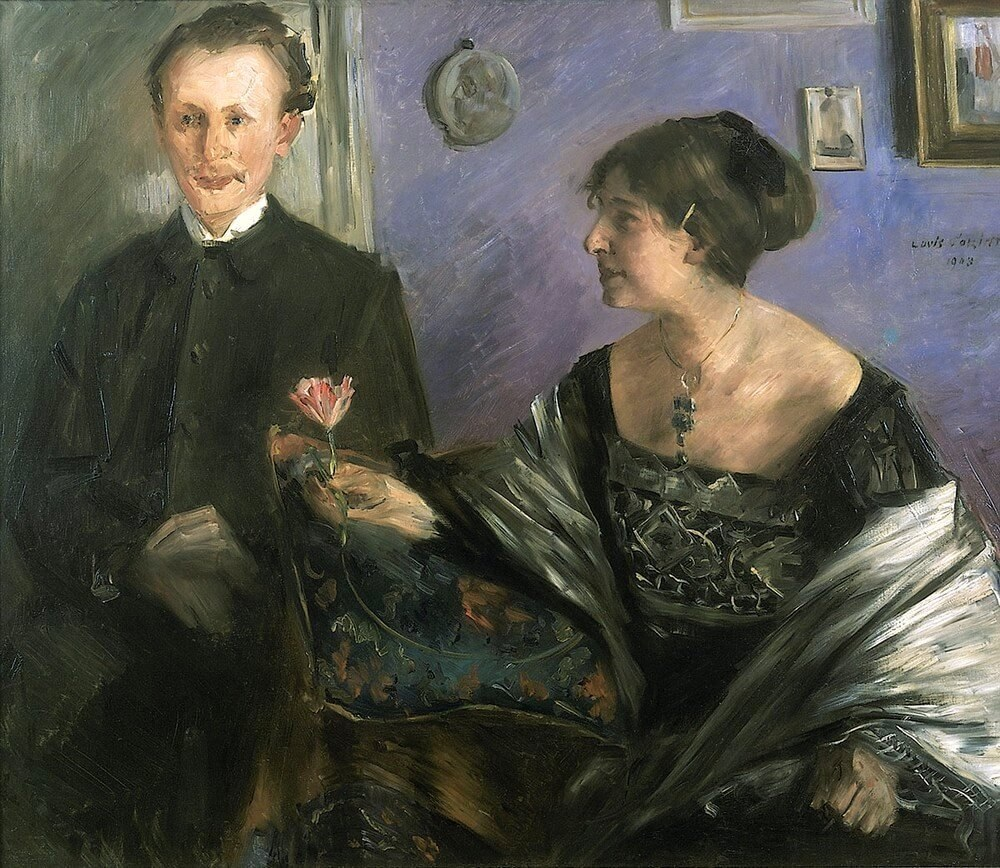
Corinth: Georg Hirschfeld und seine Frau (1903)

Georg Hirschfeld (geboren 11. Februar 1873 in Berlin; gestorben 17. Januar 1942 in München) war ein deutscher Schriftsteller. Er galt als ein Vorkämpfer des deutschen Naturalismus.

## Leben
Hirschfeld, aus assimiliert jüdischem Elternhaus, Sohn eines Silberwarenfabrikanten, begann eine kaufmännische Lehre, die er zu Gunsten philosophischer und literarischer Studien abbrach.  Von 1895 bis 1905 war er häufiger Besucher des Friedrichshagener Dichterkreises. Nach Aufenthalten in München, Berlin und Wien lebte er ab 1905 in einer Dachauer Künstlerkolonie.
Zunächst schrieb er stark autobiographisch geprägte Werke im Stil des Naturalismus. Aus finanziellen Gründen begann er später Unterhaltungsromane zu schreiben. Seine Schriften wurden von den Nationalsozialisten in Deutschland verboten.
Sein Bruder Julius Hirschfeld, der beim Vater im Geschäft arbeitete, erschoss sich am 6. Oktober 1898. Er hatte für Christian Morgenstern Lieder komponiert, die aber verschollen sind.

## Werke (Auswahl)
- Verloren, Drama, 1892
- Zu Hause, Schauspiel, 1894
- Der Bergsee, Roman, 1896
- Die Mütter, Schauspiel, 1896. Digitalisierung: Zentral- und Landesbibliothek Berlin, 2020. URN urn:nbn:de:kobv:109-1-15423217
- Agnes Jordan, Schauspiel, 1898[4]
- Pauline, Schauspiel, 1898. Digitalisierung: Zentral- und Landesbibliothek Berlin, 2020. URN urn:nbn:de:kobv:109-1-15423581
- Der Weg zum Licht, Schauspiel, 1902
- Nebeneinander, Schauspiel, 1904
- Michael Lewinoffs deutsche Liebe, Novelle, 1906
- Mieze und Marie, Schauspiel, 1907
- Auf der Schaukel, Novellen, 1909
- Die Belowsche Ecke, Roman, 1914
- Das tote Leben, Drama, 1915
- Die Hände der Thea Sigrüner, Roman, 1919
- Die Jagd auf Ubbeloh, Roman, 1922
- Das Haus mit der Pergola, Roman, Mosaik Verlag, Berlin, 1923
- Das Blut der Messalina , Roman, 1924
- Frau Rietschel das Kind, Roman, 1925
- Patrizier, Roman, 1927[5]